# Francis Wemyss-Charteris (9e comte de Wemyss)
Francis Wemyss-Charteris, 9e comte de Wemyss, 5e comte de March (14 août 1796 - 1er janvier 1883), est un pair écossais. 

## Biographie
Il est le fils de Francis Douglas (8e comte de Wemyss), et lui succède en 1853. Il est Lord Lieutenant du Peeblesshire de 1853 à 1880. 
Il vit au 64, rue Queen, l'une des plus grandes maisons de la nouvelle ville d'Édimbourg . 
Le 22 août 1817, il épouse à Paris, en France, Louisa Bingham, fille de Richard Bingham (2e comte de Lucan). Ils ont six enfants: 
- Francis Charteris (10e comte de Wemyss) (1818 - 1914)
- Richard Charteris (1822 - 1874) qui se marie avec Margaret, fille de Richard Butler (2e comte de Glengall)
- Anne Charteris (1829 – 1903)
- Louisa Wemyss-Charteris (1830 - 1920) - épouse William Wells (1818-1889), député
- Frederick William Charteris (1833 – 1887)
- Walter Charteris (décédé en 1854)